# سندرم خال اپیدرمی
سندرم خال اپیدرمی به انگلیسی: Epidermal nevus syndrome، که به نام‌های «سندرم فوئرشتاین و میمز»، و «سندرم سولومون» نیز شناخته می‌شود) نوعی بیماری نادر است که برای اولین بار در ۱۹۶۸ توصیف شد. این بیماری شامل خال‌های اپیدرمی گسترده با ناهنجاری‌های سیستم عصبی مرکزی (CNS)، اسکلت، پوست، سیستم قلبی عروقی، دستگاه تناسلی ادراری و چشم است. در حال حاضر، مفهوم گسترده‌تری از اولین تصویف آن، برای سندرم «خال اپیدرمی» پیشنهاد شده‌است. در این توصیف دست کم شش نوع از آن شرح داده شده‌است:
- سندرم شیملپنینگ
- سندرم نووس کومدونیکوس
- سندرم خال اپیدرمی رنگدانه‌دار
- سندرم پروتئوس
- سندرم چایلد
- فیکوماتوسیس پیگمنتوکراتوتیکا